# Кијевско-печерска лавра
Кијевско-печерска лавра (укр. Києво-Печерська лавра, рус. Киево-Печерская лавра) је један од најзначајнијих споменика православне вере за Русе и Украјинце. Манастир је саграђен за време Кијевске Русије на месту где је 1015. био манастир у печери (пештери тј. пећини). Манастир се налази на јужним падинама Кијева у Украјини и данас је Лавра на листи УНЕСКО и једна од седам чуда Украјине.

## Етимологија имена
У руском језику манастир „на печерах“ означава манастир у пећини а реч лавра означава манастир вишег значења који је намењен само мушким монасима-верницима.

## Историја
Према руској хроници из 11. века Повест минулих лета манастир је основао 1051. свети Антоније Печерски, кијевски Рус, родом из Љубеча, који је живео за време владара Јарослава Мудрог. Саоснивач је био и његов ученик Теодосије Печерски из Курска. Манастир је подигао на месту печерске лавре коју је направио аскета Иларион Кијевски, из села Берестова, који тамо борави до 1051, након чега постаје кијевски митрополит. Печерска лавра је била напуштена до доласка Антонија Печерског из Свете горе који се вратио у Кијевску Русију као мисионар.
Пећина има поглед на Дњепар. Кијевски кнез Изјаслав I је цео рејон пећине подарио монасима светог Антонија Печерског.

## Хронологија
- 1051. - Монах Антоније се враћа са Свете горе, убрзо добија 12 ученика и почиње да продубљује пећине
- 1057. Антоније се осами у својој пештери а монасима претпостави игумана Варлаама. Од дрва се гради први надземни храм.
- 1062. братија се сели из пештера у први древни надземни храм. Долазак нових ученика.
- 1072.-73. Никон пише прву хронику Руске историје (Повест минулих лета).
- 1073. долазак мајстора (вајара) из Цариграда. Умире свети Антоније Печерски.
- 1073.-1078. градња првог надземног храма од камена-Саборни храм Успења Пресвете Богородице (данас се тај део назива Горња Лавра). Пештере се користе за сахрану монаха.
- 1083/4 долазак иконописаца из Цариграда.
- 1089. освештење Успењског храма
- 1096. пљачкање и разарање од стране половачког кана Борјака
- 1059.-1114. делатност печерског иконописца Алипија, који се сматра зачетником посебног стила. Фреске и иконе у Успењском и Михајловском саборном храму.
- 1106.-1108. подизање манастирских светих врата (капија).
- 1113.-1115. Кијевски кнез Владимир Мономах на Берестову подиже цркву Спаса - породичну гробницу Мономаха.
- крај 12. века подизање зидина око манастира
- 1240. хорде кана Батуја разарају и пустоше манастир
- 1362. Лавру и Кијев заузме Пољско-литванска заједница, почиње период силног наметања католичанства. Избегли монаси установљавају манастире у Руској кнежевини (Москва, Вологда, Твер)
- 1362. кан Егидеј пљачка и спаљује Лавру
- 1470. кијевски кнез Симеон обнавља манастир
- 1482. рушење и пљачкање од стране кана Менгли-Гиреја
- 1522. повеља пољског краља Жигмунда о обнови манастирске заједнице
- крај 16. века Латински јеретици покушају преузети манастир
- 1616.-1617. манастирска штампарија издаје прву књигу - Часослов
- 1654. Руси ослобађају манастир након 3 вековне владавине Пољско-литванске заједнице

## Светитељи
Многи чланови ове монашке обитељи су посвећени и канонизовани од стране Руске православне цркве:

### Х век
- Свети мученик Теодор Варјаг, Кијевски († 983)
- Свети мученик Јован Варјаг, Кијевски († 983), син Теодора Варјага, мошти му у Ближњим пештерама
- Светитељ Михаил, први митрополит Кијевски и све Русије († 992), мошти му од 1103. почивају у Печерском манастиру

### XI век
- Свети равноапостолни благоверни велики кнез руски Владимир, у крштењу Василије († 1015)
- Свети благоверни кнез Борис Ростовски, страстотрпац руски, у крштењу Роман († 1015)
- Свети благоверни кнез Глеб Муромски, страстотрпац руски, у крштењу Давид († 1015)
- Свети мученик Георгије Слуга, који пострада са светим Борисом († 1015)
- Свети преподобномученик Мојсеј Угрин, Кијево-Печерски, у Ближњим пештерама сахрањен († око 1031-1043)
- Свети благоверни кнез Владимир Јарославић Новгородски († 1052), син светог благоверног кнеза Јарослава Мудрог
- Светитељ Иларион, митрополит Кијевски и све Русије († око 1053. или 1066. као печерски схимник)
- Свети благоверни велики кнез Јарослав Мудри, Кијевски, у крштењу Георгије († 1054)
- Преподобни Судислав, кнез Псковски, затворник Кијевски, у крштењу Георгије († 1063)
- Преподобни Варлаам, игуман Кијево-Печерски (1055—1062) и Светодимитријевски, у Ближњим пештерама сахрањен († 1065)
- Преподобни Иларион схимник, Кијево-Печерски, у Даљњим пештерама сахрањен († 1066)
- Преподобни Јеремија Прозорљиви, Кијево-Печерски, у Ближњим пештерама сахрањен († око 1070)
- Преподобни Дамјан презвитер, исцелитељ, Кијево-Печерски, у Ближњим пештерама сахрањен († 1071)
- Светитељ Леонтије свештеномученик, епископ Ростовски († 1073)
- Преподобни Антоније Кијево-Печерски, првоначелник монашког живота у Русији, у Ближњим пештерама сахрањен († 1073)
- Преподобни Теодосије Кијево-Печерски, начелник општежића, у Даљњим пештерама сахрањен († 1074)
- Свети благоверни велики кнез Свјатослав Кијевски († 1076)
- Свети благоверни велики кнез Изјаслав Кијевски, у крштењу Димитрије († 1078)
- Преподобни Матеј Прозорљиви, Кијево-Печерски, у Ближњим пештерама сахрањен († око 1085)
- Преподобни Јован Кијево-Печерски, у Ближњим пештерама сахрањен († пре 1088)
- Преподобни Никон, игуман Кијево-Печерски, у Ближњим пештерама сахрањен († 1088)
- Светитељ Николај, епископ Тмуторокански († после 1088)
- Светитељ Јован II, пророк, митрополит Кијевски и све Русије († 1089)
- Светитељ Лука, епископ Белгородски († после 1089)
- Светитељ Исаија, епископ Ростовски († 1090)
- Преподобни Исакије Затворник, Кијево-Печерски, у Ближњим пештерама сахрањен († око 1090)
- Преподобни Јован, игуман Кијево-Печерски, у Ближњим пештерама сахрањен († 1092)
- Свети преподобномученик Григорије Чудотворац, Кијево-Печерски, у Ближњим пештерама сахрањен († 1093)
- Светитељ Стефан, игуман Кијево-Печерски (1074—1077), доцније епископ Владимира Волинског († 1094)
- Светитељ Марин, епископ Јурјевски († 1095)
- Преподобни Агапит, Лекар бесплатни, Кијево-Печерски, у Ближњим пештерама сахрањен († око 1095)
- Светитељ Герман, епископ Новгородски († 1096)
- Свети преподобномученик Евстратије Кијево-Печерски, у Ближњим пештерама сахрањен († 1097)
- Свети преподобномученик Теодор Кијево-Печерски, у Ближњим пештерама сахрањен († 1098)
- Свети преподобномученик Василије Кијево-Печерски, у Ближњим пештерама сахрањен († 1098)
- Светитељ Јефрем, епископ Перејаславски, у Ближњим пештерама сахрањен († око 1098)
- Преподобни Захарија Кијево-Печерски († после 1098), син Јована Кијево-Печерского, у Ближњим пештерама сахрањен
- Преподобних дванаест Грка, градитеља Велике цркве Кијево-Печерске обитељи у част Успења Пресвете Богородице, у Ближњим пештерама сахрањени (XI в.)
- Преподобни Марко Гробар, Кијево-Печерски, у Ближњим пештерама сахрањен (XI-XII в.)
- Преподобни Теофил Сузоточиви, Кијево-Печерски, у Ближњим пештерама сахрањен (XI-XII в.)
- Преподобни Јован Богоугодник, Кијево-Печерски, у Ближњим пештерама сахрањен (XI-XII в.)
- Преподобни Теофил други, Кијево-Печерски, у Ближњим пештерама сахрањен (XI-XII в.)
- Преподобни Теодосије други, Кијево-Печерски, у Ближњим пештерама сахрањен (XI-XII в.)
- Преподобни Јован други, Кијево-Печерски, у Ближњим пештерама сахрањен (XI-XII в.)

### XII век
- Преподобни Прохор Лободник, чудотворац, Кијево-Печерски, у Ближњим пештерама сахрањен († 1107)
- Светитељ Никита, епископ Новгородски († 1108)
- Преподобни Пимен Многоболесни, Кијево-Печерски, у Ближњим пештерама сахрањен († 1110)
- Преподобни Алипије иконописац, Кијево-Печерски, у Ближњим пештерама сахрањен († 1114)
- Светитељ Мина, епископ Полоцки († 1116)
- Преподобни Григорије иконописац, Кијево-Печерски, у Ближњим Пештерама сахрањен (XII в.)
- Преподобни Никон Сухи, Кијево-Печерски, у Ближњим пештерама сахрањен (нач. XII в.)
- Преподобни Нестор Летописац, Кијево-Печерски, у Ближњим пештерама сахрањен († око 1114)
- Преподобни Пимен Испосник, Кијево-Печерски, у Ближњим пештерама сахрањен († после 1114)
- Свети свештеномученик Кукша, просветитель Вјатића, Кијево-Печерски, у Ближњим пештерама сахрањен († после 1114)
- Свети преподобномученик Никон, Кијево-Печерски, у Ближњим пештерама сахрањен († после 1114)
- Преподобни Исаија Чудотворац, Кијево-Печерски, у Ближњим пештерама сахрањен († 1115)
- Светитељ Мина, епископ Полоцки († 1116)
- Светитељ Теоктист, епископ Черњиговски († 1123)
- Свети благоверни кнез Давид Черњиговски († 1123)
- Свети благоверни велики кнез Владимир Мономах, Кијевски, у крштењу Василије († 1125)
- Преподобни Тимотеј, игуман Кијево-Печерски, у Даљњим пештерама сахрањен († 1131)
- Преподобни Пимен Испосник, игуман Кијево-Печерски, у Даљњим пештерама сахрањен († 1141)
- Преподобни Спиридон просфорник, Кијево-Печерски, у Ближњим пештерама сахрањен († око 1141)
- Преподобни Никодим просфорник, Кијево-Печерски, у Ближњим пештерама сахрањен († око 1141)
- Преподобни Николај Свјатоша, кнез Черњиговски, Кијево-Печерски, у Ближњим пештерама сахрањен († 1143)
- Свети благоверни велики кнез Игор Черњиговски и Кијевски, страстотрпац († 1147)
- Преподобни Онисифор исповедник, Кијево-Печерски, у Ближњим пештерама сахрањен († 1148)
- Светитељ Симон, епископ Суздаљски, у Ближњим пештерама сахрањен (прва пол. XII в.)
- Преподобни Аврамије, игуман Кијево-Печерски, у Даљњим пештерама сахрањен († до 1156)
- Светитељ Нифонт, епископ Новгородски, у Ближњим пештерама сахрањен († 1156)
- Преподобни Доситеј I, игуман Кијево-Печерски, у Даљњим пештерама сахрањен († 1156)
- Светитељ Константин, митрополит Кијевски и све Русије († 1159)
- Преподобни Јован Многострадални, Кијево-Печерски, у Ближњим пештерама сахрањен († 1160)
- Преподобни Еразмо Црноризац, Кијево-Печерски, у Ближњим пештерама сахрањен († око 1160)
- Преподобни Акиндин I, игуман Кијево-Печерски, у Даљњим пештерама сахрањен († 1164)
- Свети благоверни кнез Изјаслав Владимирски и Кијевски († 1165)
- Свети благоверни велики кнез Ростислав Кијевски († 1167)
- Преподобна Евфросинија игуманија, Полоцка, у Даљњим пештерама сахрањена († 1173)
- Свети благоверни велики кнез Андреј Богољубски, страстотрпац († 1174)
- Преподобни Атанасије Затворник, Кијево-Печерски, у Ближњим пештерама сахрањен († око 1176)
- Преподобни Поликарп архимандрит, Кијево-Печерски, у Ближњим пештерама сахрањен († 1182)
- Преподобни Илија Муромац (Соботок), Кијево-Печерски, у Ближњим пештерама сахрањен († око 1188)
- Преподобни Арета Затворник, Кијево-Печерски, у Ближњим пештерама сахрањен († најкасније1190)
- Преподобни Тит јеромонах, Кијево-Печерски, у Ближњим пештерама сахрањен († 1190)
- Светитељ Лаврентије, епископ Туровски, у Ближњим пештерама сахрањен († 1194)
- Преподобни Лаврентије Затворник, Кијево-Печерски, у Ближњим пештерама сахрањен (XII в.)
- Преподобни Силвестар Чудотворац, Кијево-Печерски, у Ближњим пештерама сахрањен (XII в.)
- Преподобни Нектарије Послушни, Кијево-Печерски, у Ближњим пештерама сахрањен (XII в.)
- Преподобни Јован Испосник, Кијево-Печерски, у Ближњим пештерама сахрањен (XII в.)
- Преподобни Макарије Испосник, Кијево-Печерски, у Ближњим пештерама сахрањен (XII в.)
- Преподобни Теофан Испосник, Кијево-Печерски, у Ближњим пештерама сахрањен (XII в.)
- Преподобни Анатолије Затворник, Кијево-Печерски, у Ближњим пештерама сахрањен (XII в.)
- Свети преподобномученик Анастасије ђакон, Кијево-Печерски, у Ближњим пештерама сахрањен (XII в.)
- Преподобни Авраамије Затворник, Кијево-Печерски, у Ближњим пештерама сахрањен (XII-XIII в.)
- Преподобни Онуфрије Ћутљиви, Кијево-Печерски, у Ближњим пештерама сахрањен (XII-XIII в.)
- Преподобни Еладије Затворник, Кијево-Печерски, у Ближњим пештерама сахрањен (XII-XIII в.)
- Преподобни Онисим Затворник, Кијево-Печерски, у Ближњим пештерама сахрањен (XII-XIII в.)

### XIII век
- Преподобни Доситеј II, игуман Кијево-Печерски, у Даљњим пештерама сахрањен († око 1218)
- Светитељ Симон, епископ Суздаљско-Владимирски († 1226)
- Светитељ Антоније, архиепископ Новгородски († 1231)
- Преподобни Акинидин II, игуман Кијево-Печерски, у Даљњим пештерама сахрањен († 1232)
- Свети благоверни велики кнез Георгије Владимирски, мученик († 1238)
- Светитељ Меркурије, епископ Смоленски, у Ближњим пештерама сахрањен († 1239)
- Преподобни Памво јеромонах, Затворник, Кијево-Печерски, у Даљњим пештерама сахрањен († 1241)
- Свети свештеномученик Лукијан, Кијево-Печерски, у Даљњим пештерама сахрањен († 1243)
- Светитељ Серапион, епископ Владимирски († 1275)
- Преподобни Сава Богоугодник, Кијево-Печерски, у Ближњим пештерама сахрањен (XIII в.)
- Преподобни Аврамије Трудољубиви, Кијево-Печерски, у Ближњим пештерама сахрањен (XIII в.)
- Преподобни Лука Иконом, Кијево-Печерски, у Ближњим пештерама сахрањен (XIII в.)
- Преподобни Сергије Послушни, Кијево-Печерски, у Ближњим пештерама сахрањен (XIII в.)
- Преподобни Сисоје Затворник, Кијево-Печерски, у Ближњим пештерама сахрањен (XIII в.)
- Преподобни Теофил Затворник, Кијево-Печерски, у Ближњим пештерама сахрањен (XIII в.)
- Преподобни Алексије Затворник, Кијево-Печерски, у Ближњим пештерама сахрањен (XIII в.)
- Преподобних тридесет отаца Кијево-Печерских, чије мироточиве главе почивају у Ближњим пештерама
- Преподобни Јефрем презвитер, Кијево-Печерски, у Ближњим пештерама сахрањен (XIII в.)
- Преподобни Евстатије златар, Кијево-Печерски, у Ближњим пештерама сахрањен (XIII в.)
- Преподобни Јероним Затворник, Кијево-Печерски, у Ближњим пештерама сахрањен (XIII в.)
- Преподобни Меладије старац, Кијево-Печерски, у Ближњим пештерама сахрањен (XIII в.)
- Преподобни Пергије старац, Кијево-Печерски, у Ближњим пештерама сахрањен (XIII в.)
- Преподобни Павле Чудеснопослушни, Кијево-Печерски, у Ближњим пештерама сахрањен (XIII в.)
- Преподобни Мелетије јереј, Кијево-Печерски, у Ближњим пештерама сахрањен (XIII в.)
- Преподобни Серапион јереј, Кијево-Печерски, у Ближњим пештерама сахрањен (XIII в.)
- Преподобни Филарет јереј, Кијево-Печерски, у Ближњим пештерама сахрањен (XIII в.)
- Преподобни Азарија Испосник, Кијево-Печерски, у Ближњим пештерама сахрањен
- Преподобни Васијан Кијево-Печерски, у Ближњим пештерама сахрањен
- Преподобни Давид Кијево-Печерски, у Ближњим пештерама сахрањен
- Преподобни Јелисеј Кијево-Печерски, у Ближњим пештерама сахрањен
- Преподобни Инокентије Кијево-Печерски, у Ближњим пештерама сахрањен
- Преподобни Исихије Кијево-Печерски, у Ближњим пештерама сахрањен
- Преподобни Јоаким Кијево-Печерски, у Ближњим пештерама сахрањен
- Преподобни Никифор Кијево-Печерски, у Ближњим пештерама сахрањен
- Преподобни Нифонт Кијево-Печерски, у Ближњим пештерама сахрањен
- Преподобни Сергије други, Кијево-Печерски, у Ближњим пештерама сахрањен
- Преподобни Силуан други, Кијево-Печерски, у Ближњим пештерама сахрањен
- Преподобни Силвестар други, Кијево-Печерски, у Ближњим пештерама сахрањен
- Преподобни Сисоје канонарх, Кијево-Печерски, у Ближњим пештерама сахрањен
- Преподобни Стефан Испосник, Кијево-Печерски, у Ближњим пештерама сахрањен
- Преподобни Тимотеј инок, Кијево-Печерски, у Ближњим пештерама сахрањен
- Преподобни Сисоје схимник, Кијево-Печерски, у Даљњим пештерама сахрањен (XIII в.)
- Преподобни Пафнутије Затворник, Кијево-Печерски, у Даљњим пештерама сахрањен (XIII в.)
- Преподобни Атанасије Затворник, Кијево-Печерски, у Даљњим пештерама сахрањен (XIII в.)
- Преподобни Софроније Затворник, Кијево-Печерски, у Даљњим пештерама сахрањен (XIII в.)
- Преподобни Анатолије Затворник, Кијево-Печерски, у Даљњим пештерама сахрањен (XIII в.)
- Преподобни Пиор Затворник, Кијево-Печерски, у Даљњим пештерама сахрањен (XIII в.)
- Преподобни Исидор Затворник, Кијево-Печерски, у Даљњим пештерама сахрањен (XIII в.)
- Преподобни Лаврентије други Затворник, Кијево-Печерски, у Даљњим пештерама сахрањен (XIII в.)
- Преподобни Касијан Затворник, Кијево-Печерски, у Даљњим пештерама сахрањен (XIII в.)
- Преподобни Теодор Ћутљиви, Кијево-Печерски, у Даљњим пештерама сахрањен (XIII в.)
- Преподобни Амон Затворник, Кијево-Печерски, у Даљњим пештерама сахрањен (XIII в.)
- Преподобни Мардарије Затворник, Кијево-Печерски, у Даљњим пештерама сахрањен (XIII в.)
- Преподобни Панкратије Затворник, Кијево-Печерски, у Даљњим пештерама сахрањен (XIII в.)
- Преподобни Евлогије старац, Кијево-Печерски, у Даљњим пештерама сахрањен (XIII в.)
- Преподобни Павле Послушни, Кијево-Печерски, у Даљњим пештерама сахрањен (XIII-XIV в.)
- Преподобни Мојсеј Чудотворац, Кијево-Печерски, у Даљњим пештерама сахрањен (XIII-XIV в.)
- Преподобни Мартирије ђакон, Кијево-Печерски, у Даљњим пештерама сахрањен (XIII-XIV в.)
- Преподобни Мартирије Затворник, Кијево-Печерски, у Даљњим пештерама сахрањен (XIII-XIV в.)
- Преподобни Григорије други Чудотворац, затворник, Кијево-Печерски, у Даљњим пештерама сахрањен (XIII-XIV в.)
- Преподобни Макарије ђакон, Кијево-Печерски, у Даљњим пештерама сахрањен (XIII-XIV в.)
- Преподобни Захарија испосник, Кијево-Печерски, у Даљњим пештерама сахрањен (XIII-XIV в.)
- Преподобни Силуан схимник, Кијево-Печерски, у Даљњим пештерама сахрањен (XIII-XIV в.)
- Преподобни Агатон Чудотворац, Кијево-Печерски, у Даљњим пештерама сахрањен (XIII-XIV в.)
- Преподобни Лонгин вратар, Кијево-Печерски, у Даљњим пештерама сахрањен (XIII-XIV в.)

### XIV век
- Преподобни Арсеније Трудољубиви, Кијево-Печерски, у Даљњим пештерама сахрањен (XIV в.)
- Преподобни Зинон Испосник, Кијево-Печерски, у Даљњим пештерама сахрањен (XIV в.)
- Преподобни Ипатије Исцелитељ, Кијево-Печерски, у Даљњим пештерама сахрањен (XIV в.)
- Преподобни Јосиф Многоболесни, Кијево-Печерски, у Даљњим пештерама сахрањен (XIV в.)
- Преподобни Нестор Неписмени, Кијево-Печерски, у Даљњим пештерама сахрањен (XIV в.)
- Преподобни Руф Затворник, Кијево-Печерски, у Даљњим пештерама сахрањен (XIV в.)
- Преподобни Венијамин Затворник, Кијево-Печерски, у Даљњим пештерама сахрањен (XIV в.)
- Преподобни Јевтимије схимник, Кијево-Печерски, у Даљњим пештерама сахрањен (XIV в.)
- Преподобни Тит Војник, Кијево-Печерски, у Даљњим пештерама сахрањен (XIV в.)
- Преподобни Ахила ђакон, Кијево-Печерски, у Даљњим пештерама сахрањен (XIV в.)
- Преподобни Пајсије Богоугодник, Кијево-Печерски, у Даљњим пештерама сахрањен (XIV в.)
- Преподобни Меркурије Испосник, Кијево-Печерски, у Даљњим пештерама сахрањен (XIV в.)
- Преподобни Геронтије канонарх, Кијево-Печерски, у Даљњим пештерама сахрањен (XIV в.)
- Преподобни Леонтије канонарх, Кијево-Печерски, у Даљњим пештерама сахрањен (XIV в.)
- Преподобни Анастасије други, Кијево-Печерски, у Даљњим пештерама сахрањен
- Преподобни Варсонуфије Кијево-Печерски, у Даљњим пештерама сахрањен
- Преподобни Генадије Кијево-Печерски, у Даљњим пештерама сахрањен
- Преподобни Герасим Кијево-Печерски, у Даљњим пештерама сахрањен
- Преподобни Данило старац, Кијево-Печерски, у Даљњим пештерама сахрањен
- Преподобни Димитрије Кијево-Печерски, у Даљњим пештерама сахрањен (XIV в.)
- Преподобни Петар Кијево-Печерски, у Даљњим пештерама сахрањен (XIV в.)
- Светитељ Дионисије, архиепископ Суздаљски († 1385)

### XV век
- Преподобни Стефан, игуман Махришки († 1406)
- Светитељ Арсеније, епископ Тверски († 1409)
- Преподобни Игњатије архимандрит, Кијево-Печерски, у Даљњим пештерама сахрањен († 1435)
- Светитељ Теофил, архиепископ Новгородски, у Даљњим пештерама сахрањен († 1482)
- Преподобни Теодор, кнез Острошки, Кијево-Печерски, у Даљњим пештерама сахрањен († око 1483)
- Преподобни Козма, игуман Јахромски († 1492)
- Преподобни Дионисије Шћепа, јеромонах, Кијево-Печерски, у Даљњим пештерама сахрањен (XV в.)

### XVI век
- Преподобна Јулијанија дјева, Ољшанска, у Ближњим пештерама сахрањена († око 1550)
- Светитељ Макарије Чудесни, митрополит Московски и све Русије († 1563)

### XVII век
- Светитељ Петар Могила, митрополит Кијевски († 1647)
- Свети свештеномученик Атанасије Брестовски († 1648)
- Свети праведни Јован младенец, мученик, Угљички, у Ближњим пештерама сахрањен († 1663)
- Свети свештеномученик Макарије Овручки, († 1678)
- Светитељ Теодосије, архиепископ Черњиговски († 1696)

### XVIII век
- Светитељ Димитрије, митрополит Ростовски († 1709)
- Светитељ Јован, митрополит Тобољски († 1715)
- Светитељ Инокентије, епископ Иркутски († 1731)
- Светитељ Павле, митрополит Тобољски и свега Сибира, у Даљњим пештерама сахрањен († 1770)
- Преподобни Доситеј, расофорни монах († 1776)
- Преподобни Пајсије, расофорни монах, Христа ради јуродиви († 1793)

### XIX век
- Преподобни Теофил, јеросхимонах, Христа ради јуродиви († 1853)
- Преподобни Партеније, јеросхимонах († 1855)
- Светитељ Филарет, митрополит Кијевски, у схими Теодосије, у Даљњим пештерама сахрањен († 1857)

### XX век
- Преподобни Јона, схиархимандрит Кијево-Јонински († 1902)
- Преподобни Алексије, јеромонах († 1917)
- Владимир свештеномученик, митрополит Кијевски († 1918)
- Преподобни исповедник Кукша, схиигуман († 1964)